# 海逸國際酒店集團

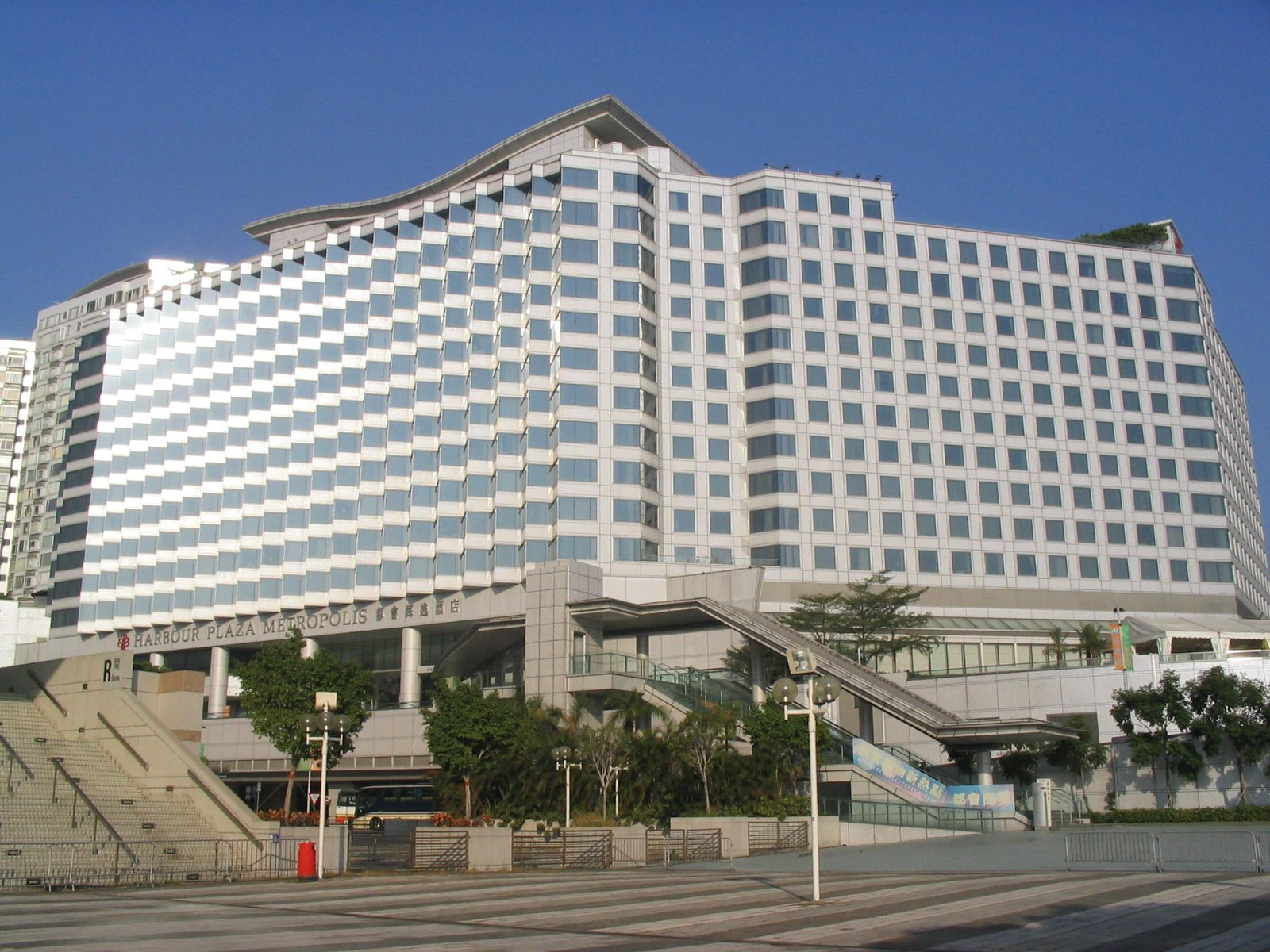
都會海逸酒店

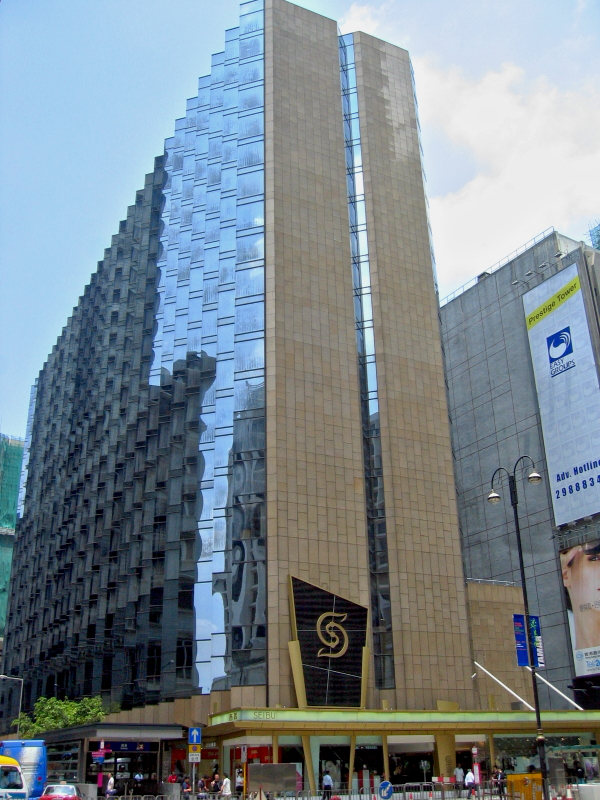
九龍酒店

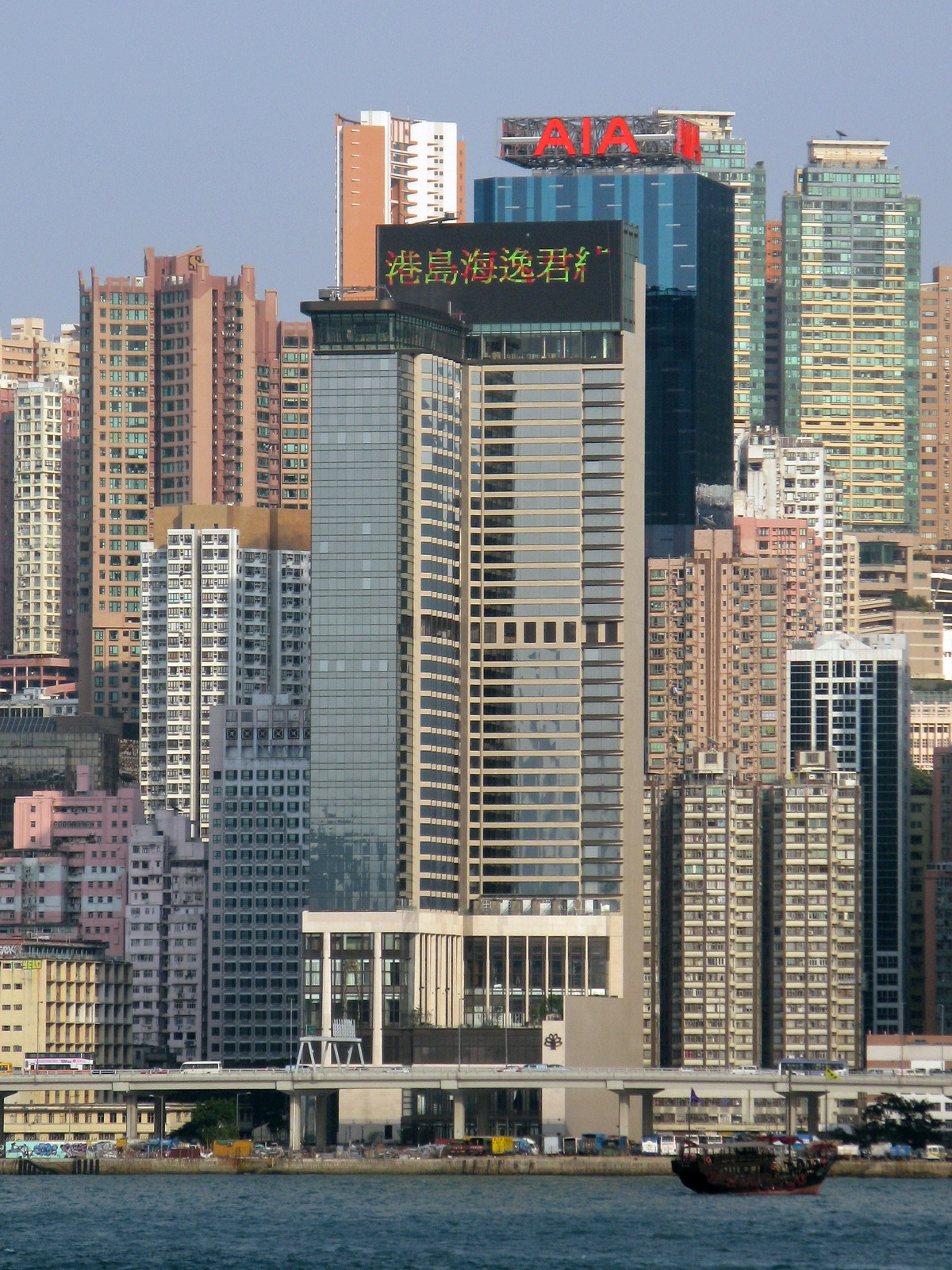
港島海逸君綽酒店

海逸國際酒店集團（Harbour Plaza Hotels and Resorts）是由和記黃埔地產（長江實業集團旗下）集團經營，為李嘉誠家族成員公司。

## 旗下酒店
目前集團管理的酒店分布於香港與中國內地，共有四個品牌，以往曾在海外管理母公司旗下的酒店：
海逸君綽酒店（Harbour Grand）：
- 港島海逸君綽酒店--828間客房
- 九龍海逸君綽酒店--914間客房

海逸酒店（Harbour Plaza）：
- 九龍酒店--736間客房
- 九龍海灣酒店--240間套房（全套房式酒店）
- 8度海逸酒店--704間客房
- 北角海逸酒店--714間客房
- 都會海逸酒店--821間客房
- 嘉湖海逸酒店--1,102間客房
- 上海大都會海逸酒店--792間客房

歷山酒店（Hotel Alexandra）：
- 歷山酒店--840間客房

香港華逸及青逸酒店（Rumbler Hotels）：
- 華逸酒店--800間客房
- 青逸酒店--822間客房

### 過往據點
- 昆明海逸酒店（現昆明君樂酒店）
- 重慶海逸酒店（現重慶大都會凱悅酒店，仍由同系公司持有）
- 海利公館--10間套房（現1881公館）
- 巴哈馬群島Grand Lucayan酒店及度假村--749間客房（已售出）

## 外部連結
- 海逸國際酒店集團 （页面存档备份，存于）